# Żubr Pompik (serial animowany)
Żubr Pompik – polski serial animowany dla dzieci emitowany w latach 2016-2017. Serial liczy 13 odcinków. Zrealizowany został na podstawie serii książek Tomasza Samojlika o takim tytule.

## Treść
Główny bohater, to mały żubr Pompik, który wraz z siostrą Polinką przemierza puszcze badając jej tajemnice.

## Obsada (głosy)
- Antoni Pawlicki - Pompik
- Joanna Pach-Żbikowska - Polinka, siostra
- Wiktor Zborowski - Pomruk, tata
- Agnieszka Kunikowska - Porada, mama

## Lista odcinków
1. Duże i małe
2. Liście
3. Śnieżyca
4. Smutek
5. Tropy na śniegu
6. Zapach wiosny
7. Smaki
8. Barwy ochronne
9. Apetyt ryjówki
10. Dziki dzik
11. Meszka
12. Do góry nogami
13. Polinka i pajęczynka

## Nagrody i wyróżnienia
- 2019: nagroda "Brązowy Tobołek Koziołka Matołka" na Ogólnopolskim Festiwalu Polskiej Animacji O!PLA-Nagroda w konkursie " "Teraz dzieci mają głos! Kategoria Przedszkolna" (za odcinek "Barwy ochronne").